# George Hardy

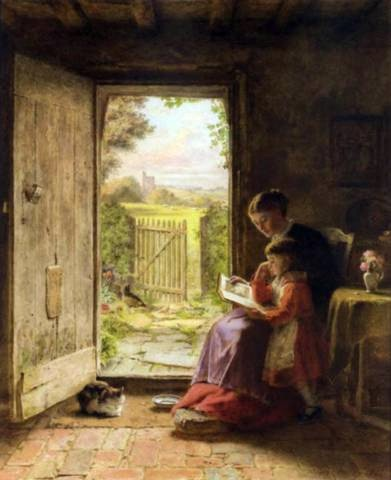
The Reading Lesson, 1889

George Hardy (Brighton, 1822 – Eastbourne, 1909) was een Engels kunstschilder en een broer van Frederick Daniel Hardy. George Hardy was de oudste zoon van de acht kinderen van George Hardy en Sarah Lloyd. George senior was musicus aan het hof van George IV en de koninginnen Adelheid en Victoria in Windsor.
George Hardy was op 29-jarige leeftijd een gevestigd schilder, werkzaam in Brenchley. Na ruim tien jaar verhuisde hij naar Cranbrook in Kent,  waar ook zijn jongere broer en collega woonde. In 1862 trouwde hij met Ellen Hutton in Londen. Het echtpaar kreeg een zoon en twee dochters.
Hardy vervaardigde vooral luchthartige genrestukken, zoals ook de andere leden van de zogeheten Cranbrook Colony, een gezelschap van zes schilders die zich specialiseerden in het genre. Behalve zijn broer Frederick Daniel bestond de groep uit Thomas Webster, George Bernard O'Neill, John Callcott Horsley en Augustus Edwin Mulready. Zij schilderden onder meer portretten, maar vooral genrestukken van romantische en geïdealiseerde landschappen en taferelen van het boerenleven. De productie lag hoog en hun werk was zeer geliefd. De leden van de groep exposeerden veel en vaak, met name aan de Royal Academy of Arts en het British Institution. Hardy zelf vervaardigde, evenals zijn broer, veel interieurschilderingen met afbeeldingen van alledaagse bezigheden. Het werk was vooral licht van toon.
In zijn laatste jaren woonde George Hardy bij zijn dochter in Eastbourne, waar hij op 86-jarige leeftijd overleed.